# Dierama argyreum
Dierama argyreum es una especie de planta fanerógama perteneciente a la familia Iridaceae.

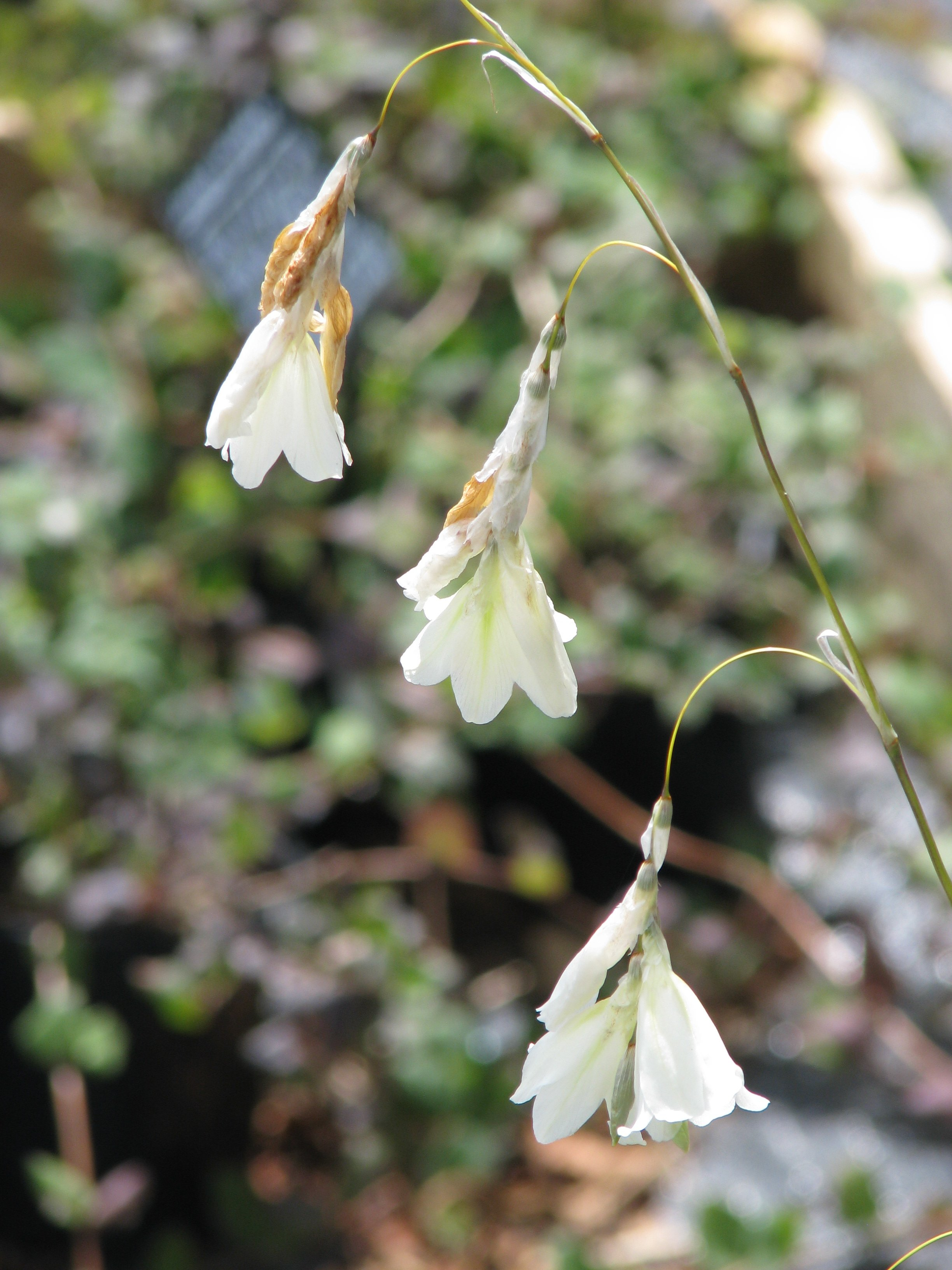
Flores

## Descripción
Es una rara especie, que alcanza un tamaño de 90 cm y se encuentra en las montañas africanas donde muestran flores colgantes de color blanco marfil que, de forma única, se abren a partir de yemas amarillas de color azufre pálido. 
Es una planta herbácea perennifolia, geofita que alcanza un tamaño de 0.65 - 1.35 m de altura a una altitud de  ? - 1830 metros en Sudáfrica,

## Taxonomía
Dierama argyreum fue descrita por  Harriet Margaret Louisa Bolus y publicado en J. Linn. Soc., Bot. 16: 99. 1877.
Etimología
Dierama nombre genérico que deriva del griego: dierama, que significa "embudo", y alude a la forma de la flor.
argyreum: epíteto latíno que significa "silvetre".
Sinonimia
- Dierama argyreum var. majus N.E.Br.	[5][6]